# 道重信教

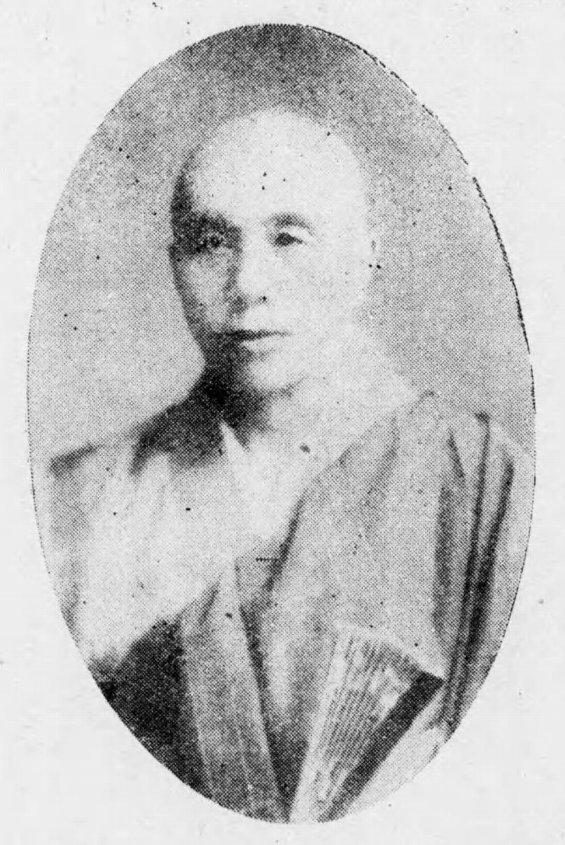
道重信教

道重 信教（みちしげ しんきょう、1856年4月8日（安政3年3月4日） - 1934年（昭和9年）1月29日）は、日本の仏教学者・浄土宗僧侶。浄土宗学本校（佛教大学の前身）教授や大本山増上寺法主などを歴任した。

## 来歴
安政3年（1856年）3月4日、長門国厚狭郡宇部村（現在の山口県宇部市）の農家、道重十次郎の五男として生まれる。
1879年に京都知恩院内の浄土宗大教校に入学。1885年に宇部松月庵の住職となる。
1896年に上京して浄土宗学本校教授となる傍ら、曹洞宗大学、早稲田大学、慶應義塾大学、東京女子高等師範学校などで仏教学を講じた。
1900年、増上寺山内に仏学院を創設して仏教を講じ、徳富蘇峰・寺内正毅らもその門を叩いた。
1923年に増上寺第79代法主に就任。
1934年（昭和9年）1月29日遷化。享年79。

## 人物
関東大震災の際は飛行機による空中からの死者回向を行った。1929年宇部に帰郷し阿弥陀寺をひらき、その住持をかねた。仏教の民衆化をはかり、在家宗教を説き、席の暖まる暇の無いほど教化に専念し、「今一休」の異名で呼ばれていた。

## 親族
元モーニング娘。の道重さゆみは兄の玄孫にあたる。